# Bulbophyllum clipeibulbum
Bulbophyllum clipeibulbum är en orkidéart som beskrevs av Jaap J. Vermeulen. Bulbophyllum clipeibulbum ingår i släktet Bulbophyllum och familjen orkidéer. Inga underarter finns listade i Catalogue of Life.